# Строгая мужская жизнь
«Строгая мужская жизнь» — советский фильм 1977 года. Вышел на экраны 23 октября 1978 года.

## Сюжет
По мотивам повести А. Сметанина «Ракеты чёрного дыма». О манёврах танкового корпуса в северной деревне. В центре сюжета фильма — конфликт передового командующего полком и отсталого военачальника. 
В маленьком городке Каменске расположен танковый полк, которым командует молодой подполковник Илья Клёнов. Он вдумчиво подходит к выполнению своих обязанностей, уделяет много внимания воспитательной работе. Бывает строг, сурово наказывая за пьянство старшего лейтенанта Селицкого. 
Во время этих учений в полк с инспекционной поездкой из штаба прибывает полковник Лев Мабыкин, однокурсник Клёнова. Отношения между бывшими друзьями не складываются. Мабыкин слишком расчётлив и стремится любой ценой сделать карьеру. Штабной полковник учит войскового подполковника, что нужно делать для продвижения по карьерной лестнице.
Командир дивизии генерал-майор Кузьма Никодимович Бурых хочет оставить службу и рекомендовать в комдивы Мабыкина. 
В ходе учений неопытный лейтенант Сорокин, стремясь как можно лучше выполнить поставленную задачу, утопил танк. Бурых и Мабыкин жёстко распекают Сорокина. Клёнов, напротив, достаточно снисходителен к нему, потому что учения должны выявлять недостатки, которые не должны повториться. 
Лев в донесении командующему округа делает акцент на недостатках, особо выделив историю с танком. Командующий лично прибывает на учения. Он ставит сложную задачу перед Сорокиным, которую тот успешно выполняет. Бурых рекомендует Клёнова на свою должность. Мабыкину же предлагается командование полком Клёнова, чтобы тот набрался опыта.

## В ролях
- Анатолий Пустохин — Илья Иванович Клёнов, подполковник, командир танкового полка
- Анатолий Матешко — Виктор Алексеевич Сорокин, лейтенант
- Юрий Каюров — командующий
- Роман Громадский — Лев Георгиевич Мабыкин, полковник, адъютант командующего
- Всеволод Кузнецов — Кузьма Никодимович Бурых, генерал-майор, командир дивизии
- Виталий Юшков — Станислав Селицкий, старший лейтенант
- Антонина Шуранова — Тамара Степановна Клёнова
- Надежда Карпеченко — Любаша
- Ефим Каменецкий — подполковник, замполит танкового полка
- Юрий Соловьёв — Пётр Лукич Носов, майор, командир танкового батальона
- Владимир Карнышов — рядовой, механик-водитель плавающего танка
- Маргарита Бычкова — Катя Клёнова
- Ира Плескунова — дочь Клёновых
- Инна Варшавская — Богуславская, доктор
- Игорь Добряков — эпизод
- Владимир Марков — член Военного Совета
- Елена Назарчук — квартирная хозяйка
- Ольга Овчаренко — соседка Любы
- Анатолий Ходюшин — эпизод
- Марк Шихов — эпизод

## Съёмочная группа
- Автор сценария — Михаил Кураев
- Режиссёр-постановщик — Анатолий Граник
- Операторы-постановщики — Лев Колганов и Николай Строганов
- Художник-постановщик — Владимир Костин
- Композитор — Надежда Симонян
- Автор песни — Ким Рыжов
- Звукооператор — Семён Шумячер
- Режиссёр — В. Павлов-Сильванский
- Оператор — С. Иванов
- Художник-декоратор — Э. Исаев
- Художник-костюмер — Н. Доброва
- Художник-гримёр — Л. Рыжова
- Монтажёр — Р. Изаксон
- Редактор — Л. Мархасёв
- Директор картины — А. Гусев

## Критика
Кинокритик Ромил Соболев проанализировал фильм в журнале «Спутник кинозрителя». Он назвал фильм бесспорной удачей в решении военно-патриотической темы.
Он считал, что «жизнь офицеров показана на редкость разносторонне и полно». «Очень важно, — писал Ромил Соболев, — что характеры героев проявляются в деле, в их необычной работе, и что при этом авторы фильма нашли точную меру показа и дела, — то есть техники и учебных боевых действий, — и психологии людей, пускающих эту технику в ход».
Ю. Платонов в журнале «Советский экран» резюмировал, что в целом «фильм … несомненно удачен». Он написал: «Это этап поступательного движения по пути создания высокохудожественных лент, рассказывающих о жизни, нелёгкой героической службе, о боевой учёбе Советских Вооружённых Сил».

## Призы и награды
- 1978 — Серебряная медаль имени А. П. Довженко автору повести А. Сметанину, сценаристу М. Кураеву, режиссёру А. Гранику, операторам Н. Строганову, Л. Колганову, актёрам Ю. Каюрову, Р. Громадскому, В. Кузнецову, А. Пустохину, А. Матешко[5][6].